# El Castillo (Kolumbia)
El Castillo – miasto w Kolumbii, w departamencie Meta.